# Азор Роза, Альберто
Альберто Азор Роза (итал. Alberto Asor Rosa, 23 сентября 1933, Рим — 21 декабря 2022, Рим) — итальянский литературный критик, историк и политик, член Палаты депутатов (1979—1980). Член Итальянской коммунистической партии.

## Биография
Окончил Римский Университет Ла Сапиенца, ученик Наталино Сапеньо. Имея марксистское образование, близкое к операистским позициям Марио Тронти, он сотрудничал с журналами Quaderni Rossi, Classe operaia, Laboratorio politica и Mondo Nuovo. Он был директором журнала Contropiano (1968), а с 1989 года — еженедельника PCI Rinascita. Он разработал и руководил изданием серии итальянской литературы Эйнауди.
В 1956 году, после венгерского восстания, он был среди тех, кто подписал «Манифест 101», в котором многие интеллектуалы выразили сожаление по поводу советского вторжения. В 1965 году в мощном эссе «Писатели и люди» он определил и подверг критике то, что он считал популистским течением, присутствующим в современной итальянской литературе, критикуя, среди прочего, роман Пазолини «Ragazzi di vita» («Шпана»).
С 1972 года он был профессором итальянской литературы в Римском университете Ла Сапиенца, после того как преподавал в средних школах и других университетах, таких как университет Кальяри. Он опубликовал очерки о Никколо Макиавелли, Алессандро Мандзони и Джузеппе Унгаретти. С 1979 по 1980 год он был членом Палаты депутатов Италии от Итальянской коммунистической партии.
Он отказался от преподавательской деятельности в 2003 году, как только достиг пенсионного возраста, и посвятил своё время художественной литературе, опубликовав романы «Рассвет нового мира» (Издательство Эйнауди, 2002), «Истории животных и других живых» (Эйнауди, 2005) и «Ассунта и Алессандро» (Эйнауди, 2010).
С 2002 года являлся почётным гражданином города Артена, где в детстве каждое лето проводил в доме бабушки по материнской линии. В 2004 году он возродил журнал Bollettino di italianistica, полугодовой обзор критики, истории литературы, филологии и лингвистики, взяв на себя его руководство. Он также возобновил свою преподавательскую деятельность в 2006 году в качестве профессора по бесплатному контракту в Университете Ла Сапиенца. В 2016 году он выразил солидарность с движением No Cav, выступив в защиту Апуанских Альп.
В 2011 году опубликовал свои взгляды на внутреннюю политику Италии, вызвавшие ажиотаж и критику. Его недоброжелатели, особенно правоцентристские, но также и внепарламентские левые, обвинили Азора Роза в надежде на государственный переворот против Сильвио Берлускони, которому вскоре после этого пришлось покинуть свой пост, его сменил Марио Монти.
Азор Роза умер в Риме 21 декабря 2022 года в возрасте 89 лет

### Литературная критика
- Scrittori e popolo, Roma, Samonà e Savelli, 1965.
- La cultura della Controriforma, Bari, Casa editrice Giuseppe Laterza & figli, 1974.
- La cultura, in Storia d’Italia, vol. IV: Dall’Unità ad oggi, tomo II, Torino, Einaudi editore|, 1975.
- La lirica del Seicento. — Bari.
- Sintesi di storia della letteratura italiana, Firenze, La Nuova Italia, 1979.
- Intellettuali, in Enciclopedia Einaudi, vol. VII, 1979.
- (curatore) Letteratura Italiana Einaudi, 16 voll., Torino, Einaudi, 1982—2000.
- Ungaretti e la cultura romana scritto con L. De Nardis, L. Piccioni e Luigi Silori, Roma, Bulzoni, 1983.
- Genus italicum. Saggi sulla identità letteraria italiana nel corso del tempo, Collana Biblioteca, Torino, Einaudi, 1997.
- Un altro Novecento, Firenze, La Nuova Italia, 1999.
- Letteratura italiana del Novecento. Bilancio di un secolo, Torino, Einaudi, 2000.
- Stile Calvino. Cinque studi, Collana Biblioteca, Torino, Einaudi, 2001, ISBN 978-88-061-5951-1.
- Storia europea della letteratura italiana, 3 voll., Collana Piccola Biblioteca. Nuova serie, Torino, Einaudi, 2009.
  - I. Le origini e il Rinascimento, ISBN 978-88-061-6718-9.
  - II. Dalla decadenza al Risorgimento, ISBN 978-88-061-6719-6.
  - III. La letteratura della Nazione, ISBN 978-88-061-6720-2.
- Le armi della critica. Scritti e saggi degli anni ruggenti (1960-1970). — Torino, 2011. — ISBN 978-88-062-0867-7.
- Breve storia della letteratura italiana. I. L’Italia dei Comuni e degli Stati, Collana Piccola Biblioteca. Nuova serie, Torino, Einaudi, 2013, ISBN 978-88-062-0882-0.
- Breve storia della letteratura italiana. II. L’Italia della Nazione, Collana Piccola Biblioteca. Nuova serie, Torino, Einaudi, 2013, ISBN 978-88-062-1678-8.
- Scrittori e popolo (1965). Scrittori e massa (2015), Collana Piccola Biblioteca, Torino, Einaudi 2015, ISBN 978-88-062-2597-1.
- Machiavelli e l'Italia. Resoconto di una disfatta. — Torino. — ISBN 978-88-062-4058-5.
- Scritture critiche e d'invenzione. — Milano. — ISBN 978-88-047-2382-0.
- L’eroe virile. Saggio su Joseph Conrad, Collana Saggi, Torino, Einaudi, 2021, ISBN 978-88-061-7164-3.

### Политические очерки и мемуары
- Le due società. Ipotesi sulla crisi italiana, Collana Nuovo Politecnico n.95, Torino, Einaudi, 1977.
- L’ultimo paradosso, Collana gli Struzzi n.295, Torino, Einaudi, 1985.
- La Repubblica immaginaria. Idee e fatti dell’Italia contemporanea, Milano, A. Mondadori, 1988.
- Fuori dall’Occidente ovvero ragionamento sull’apocalissi, Collana Contemporanea n.6, Torino, Einaudi, 1992.
- La sinistra alla prova. Considerazioni sul ventennio 1976—1996, Collana Contemporanea n.46, Torino, Einaudi, 1996, ISBN 978-88-061-4278-0.
- La guerra. Sulle forme attuali della convivenza umana. — Torino.
- Il grande silenzio. Intervista sugli intellettuali, a cura di Simonetta Fiori, Roma-Bari, Laterza, 2009. Premio Procida-Isola di Arturo-Elsa Morante[7]

### Истории
- L'alba di un mondo nuovo. — Torino, 2002. — ISBN 978-88-061-6256-6.
- Storie di animali e altri viventi, Collana L’Arcipelago, Torino, Einaudi, 2005, ISBN 978-88-061-7276-3.
- Assunta e Alessandro. Storie di formiche, Collana Supercoralli, Torino, Einaudi, 2010, ISBN 978-88-062-0000-8.
- Racconti dell’errore, Collana Supercoralli, Torino, Einaudi, 2013, ISBN 978-88-062-1632-0.
- Amori sospesi, Collana Supercoralli, Torino, Einaudi, 2017, ISBN 978-88-062-2626-8.